# Robben Ford
Robben Ford (Woodlake, 1951. december 16. –), amerikai blues-, dzsessz-, rockgitáros. A L.A. Express, aztán a Yellowjackets tagja is volt. Dolgozott Miles Davissel, Joni Mitchell-lel, George Harrisonnal, Larry Carltonnal, Rick Springfielddel, a Little Feattel, a Kiss-szel, John Mayall-lal. A 20. század 100 legjobb gitárosai közé sorolták ().

## Pályafutása
Apja szintén zenész volt: countryzenekara a Rocky Ford and the Tennesseeans nevet viselte. Három testvére közül kettő muzsikál: Patrick dobol, Mark pedig harmónikázik.
Ford maga először szaxofonozni tanult. Tizenhárom éves korában kezdett gitározni – megismerve Mike Bloomfield, Otis Redding, Eric Clapton, B.B. King, Aretha Franklin zenéjét.
A dzsessz óriásai közül igen közel állt hozzá John Desmond, Yusuf Lateef, Dave Brubeck, Ornette Colman, John Coltrane, Archie Shepp, Wayne Shorter zenéje.
Háromszor volt koncertje Magyarországon. Albumai közül több is bekerült a Billboard tíz legjobb blueslemeze közé, a Truth című itt első lett.

## Albumok
- The Charles Ford Band (1972)
- Discovering The Blues (Live, 1972)
- Sunrise (1972)
- Schizophonic (1976)
- The Inside Story (1979)
- Words And Music (1983)
- Love’s a Heartache (1983)
- Robben Ford (1986)
- Talk To Your Daughter (1988)
- Robben Ford & The Blue Line (1992)
- Mystic Mile (1993)
- Robben Ford and the Blue Line in San Francisco (Live, 1993)
- Waiting For A Miracle (1993)
- Handful Of Blues (1995)
- Blues Connotation (1996)
- Tiger Walk (1997)
- Blues Collection (1997)
- The Authorized Bootleg (1998)
- Supernatural (1999)
- Sunrise (1999)
- A Tribute To Paul Butterfield (2001)
- The Early Years (2001)
- Jing Chi (2001)
- Jing Chi Live (2002)
- Blue Moon (2002)
- Keep On Running (2003)
- Jing Chi 3D (2004)
- City Life (2006)
- Truth (2007)
- Soul On Ten (2009)
- Bringing It Back Home (2013)
- A Day In Nashville (2014)
- Live At Rockpalast (2014) – 2 CD/DVD-Set
- Into The Sun (2015)
- Purple House (2018)
- The Sun Room (Robben Ford & Bill Evans, 2019)

## Videók
- Robben Ford and the Blue Line: In Concert (Recorded April 7, 1993)
- Robben Ford: New Morning - The Paris Concert (Recorded May, 2001)
- Playing the Blues (2002)
- The Blues and Beyond (2002)
- Back to the Blues (2004)
- Autour Du Blues: Larry Carlton and Robben Ford (2006)
- The Robben Ford Clinic: The Art of Blues Rhythm (2007)
- Robben Ford: In Concert: Revisited (2008)
- The Robben Ford Clinic: The Art of Blues Solos (2009)
- Robben Ford Trio: New Morning the Paris Concert: Revisited (2009)